# Baltic Beverages Holding
Baltic Beverages Holding AB is een brouwerijgroep die eigendom is van Carlsberg met als hoofdzetel Stockholm. De groep heeft brouwerijen in Rusland (tot 2023), Oekraïne, de Baltische Staten en Kazachstan.

## Geschiedenis
Baltic Beverages Holding werd in 1991 opgericht door de Finse brouwerij Hartwall en de Zweedse brouwerij Pripps. De groep kwam in handen van de Noorse Orkla Group. De Noorse Ringnes Bryggeri en brouwerij Pripps werden eigendom van de Carlsberggroep waardoor de Orkla Group 40% van de aandelen van Carlsberg in handen kreeg in de lente van 2000. Deze aandelen werden door Carlsberg in 2004 teruggekocht. BBH was een 50-50 joint-venture tussen de Deense brouwerijgroep en Scottish & Newcastle tot 2008, waarna S&N opgekocht werd door Carlsberg.

## Brouwerijen
- Baltika Breweries, Rusland (88,86%), tot 2023
- Aldaris, Riga, Letland
- Utenos Alus, Utena, Litouwen
- Švyturys, Klaipėda, Litouwen
- Saku Õlletehas, Saku, Estland

Na het samengaan van de Orkla Group en Carlsberg domineerde BBH de Litouwse biermarkt doordat ze de drie grootste brouwerijen in handen hadden. De Raad Concurrentievermogen van Litouwen verplichtte hen om een van deze brouwerijen te verkopen. In 2001 werd brouwerij Kalnapilis verkocht aan Royal Unibrew.